# 大鐙閣
株式会社 大鐙閣（かぶしきがいしゃ だいとうかく）は大正時代から昭和時代にかけて存在した日本の教育出版社。東京市京橋区桶町及び大阪三休橋南の大阪大鐙閣で運営されており、雑誌や翻訳書の出版も行った。

## 沿革
- 1917年 - 『歴史と地理』シリーズの刊行を開始。[2]
- 1918年 - 池辺義象編『日本法制史書目解題』を刊行。[3]
- 1919年 - 6月1日、民本主義（デモクラシー）を主義とする黎明会の麻生久らが創刊した機関誌『解放』（第1次）の刊行を開始[4]。創刊号の発行部数は3万部であった。
- 1920年 - 『マルクス全集』（予定では全11冊だが、１０冊のみ刊行、残りは而立社から刊行された）の刊行を開始。初めて日本語に完訳された『資本論』などが含まれた。[5]
- 1921年 -	10月27日、『ウェルズ世界文化史大系』（全6巻）の刊行を開始。[4]
- 1922年 - 第一線の学者の編纂による『日本文化史』（全12巻）を刊行。[注釈 1]
- 1923年の関東大震災後も営業を続けていたが、1930年頃になって消滅した。

## 主な出版物

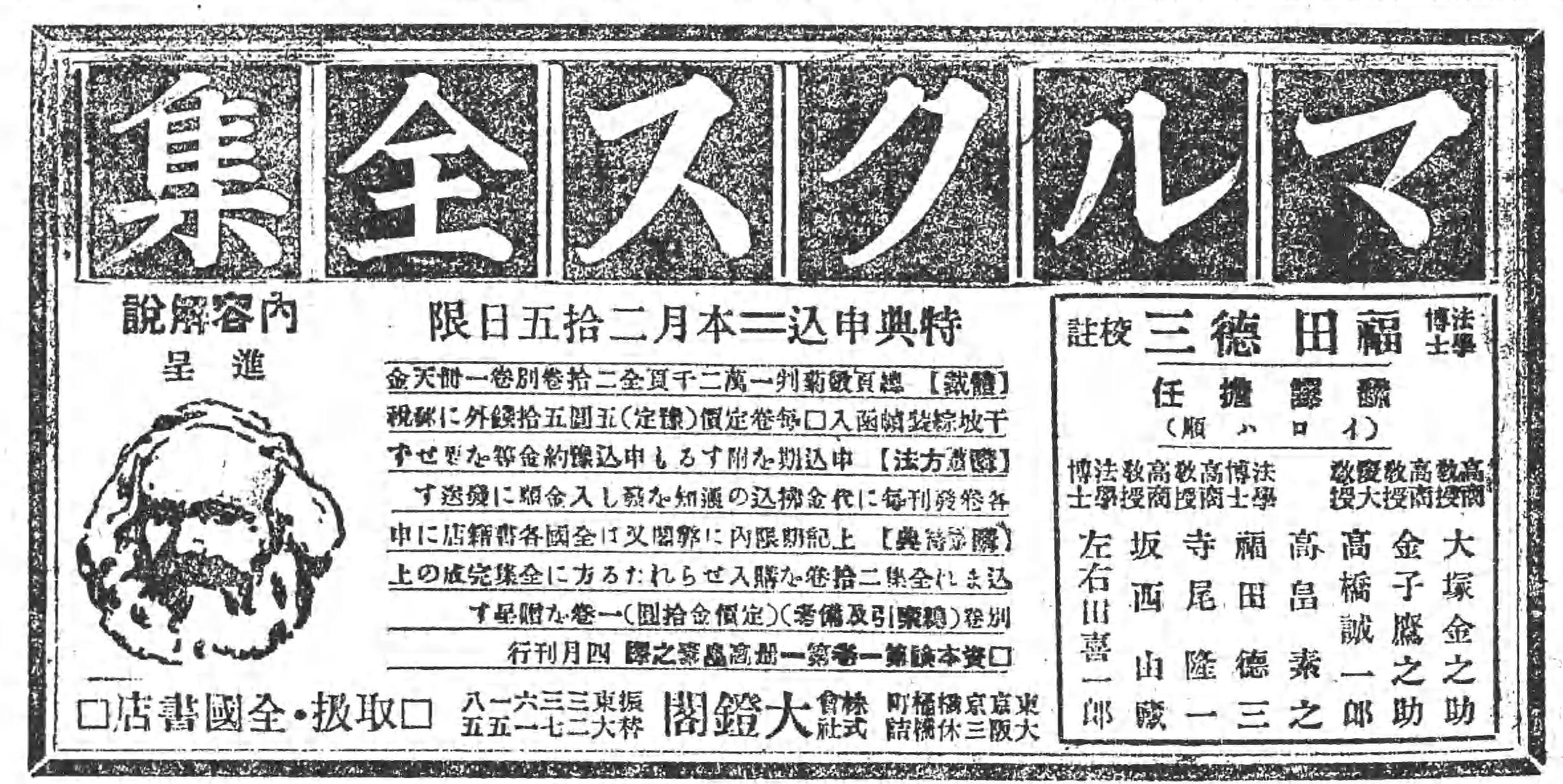
マルクス全集の官報公告（1920年）。

- 『歴史と地理』シリーズ - 1917年11月（1巻1号）から1934年10月（34巻6号）まで発行されたシリーズ[注釈 2]。1933年（32巻6号）までは史学地理学同攷会の編纂[2]。
- 経済学者カール・マルクスの著書をまとめた『マルクス全集』（予定は全11冊）は官報にも広告が掲載された。[5]第10巻.佐野学訳「経済学批判」など、第11巻.河野密訳「神聖家族」などの二冊を除いては、高畠素之訳「資本論」で最初の１冊のみ福田徳三監修だったが、２冊目からは高畠単独訳となり、第一巻から第四巻迄順に刊行後第七巻から第九巻を刊行したのちに第五巻を刊行している。その後而立社に移り第六巻と二つ目の第七巻が刊行され完結した。(第七巻と銘打たれたものが二つある。結果全12冊となる。)
- 『日本文化史』（全12巻） - 日本研究資料として米国の大学でも取り上げられた。[6]